# Kő-hegyi-átjáró (Pomáz)
A Kő-hegyi-átjáró a Duna–Ipoly Nemzeti Parkban lévő Pomázon, a Kő-hegyen található egyik barlang. Két bejáratú átjáróbarlang.

## Leírás
Pomáz külterületén, a Kő-hegy D-i oldalán lévő sziklafal tövében, cserjésben van a barlang mindkét bejárata. Az alsó bejárat természetes jellegű, háromszög alakú, emelkedő tengelyirányú, 0,8 m széles és 1 m magas. A felső bejárat természetes jellegű, háromszög alakú, lejtő tengelyirányú, 1,5 m széles és 1,5 m magas. A Kő-hegyi-barlangtól K-re kb. 30–35 m-re helyezkedik el a Kő-hegyi-átjáró.
A 3,7 m hosszú Kő-hegyi-átjáró miocén andezitagglomerátumban jött létre kifagyásos aprózódás és mállás miatt. Az átjáró térformájú barlang aljzata emelkedő és vízszintes, jellemző szelvénytípusa pedig a háromszög szelvény és a kör szelvény. Aljzatát nagy mennyiségű humusz, avar és kőzettörmelék fedi. Előfordulnak a barlangban pókok, rovarok és hulladék. Engedély nélkül járható barlang. Csak a fő járatból kiágazó csőjárat részletes megtekintéséhez szükséges lámpa használata.
Előfordul a barlang az irodalmában Kő-hegyi-átjáróbarlang (Eszterhás 1997) és Kőhegyi-átjáró-barlang (Ézsiás 1993) neveken is. 1993-ban volt először Kő-hegyi-átjárónak nevezve a barlang az irodalmában.

## Kutatástörténet
Az 1971. évi Karszt és Barlangban megjelent, Boros Ádám által írt tanulmányban meg van említve, hogy a mészkő- és dolomitbarlangokon kívül vannak növények más üregekben is. Magyarországon erre alig van példa. A Pomázon lévő Kő-hegy sziklái között van egy barlangszerű, andezitből álló sziklakapu, amelyben megtalálható egy jellegzetes, mészkerülő és a Magyar Középhegységben ritka moha, amely inkább a fenyvesekkel jellemzett tájak lakója, az Aulacomnium androgynum. Ez a moha nem tudna életben maradni a napnak kitett D-i sziklákon, a hegy felszínén, ezen a barlangszerű képződményen kívül. Az 1984-ben kiadott Magyarország barlangjai című könyvben az van írva, hogy a pomázi Kő-hegy sziklái között lévő sziklakapu andezittömbjén tenyészik egy jellegzetes mészkerülő, ritka moha, az Aulacomnium androgynum.
A Troglonauta Barlangkutató Csoport 1993. évi jelentésében szó van arról, hogy a Kőhegyi-átjáró-barlang a Kő-hegyi-barlangtól K-re kb. 30 m-re, kb. azonos magasságban helyezkedik el. Ézsiás György és csoporttársa, Budai Kornél keresték meg a barlangot a közelben lakók útmutatása alapján. A Kőhegyi-átjáró-barlang nevet Ézsiás György adta a barlangnak. A barlang nincs említve írott művekben, csak a botanikailag érdekes hely lett leírva sziklakapuként (Karszt és Barlang, 1971). A jelentéktelen átjáróbarlang 3 m hosszú és 2 m magas. Vulkáni kőzetben keletkezett. A kézirathoz mellékelve lett két színes fénykép. Az egyik fényképen a Kő-hegyi-átjáró alsó bejárata figyelhető meg, a másikon pedig a Kő-hegyi-átjáró felső bejárata. A barlangleíráshoz csatolva lett egy térképrészlet, amelyen be van jelölve a Kő-hegyi-átjáró helye.
Az Eszterhás István által írt Magyarország nemkarsztos barlangjainak lajstroma című, 1993-ban készült kéziratban az olvasható, hogy a Visegrádi-hegységben, a 4900-as barlangkataszteri területen, Pomázon helyezkedik el a Kő-hegyi-átjáró. Az andezittufában létrejött barlang 3 m hosszú és 2 m magas. Az összeállításban fel van sorolva az a Magyarországon, nem karsztkőzetben kialakult, létrehozott 520 objektum (478 barlang és 42 mesterséges üreg), amelyek 1993 végéig ismertté váltak. Magyarországon 8 barlang, illetve mesterségesen létrehozott, barlangnak nevezett üreg alakult ki, lett kialakítva andezittufában. A Visegrádi-hegységben 33 barlang jött létre nem karsztkőzetben.
1996. július 6-án Nagy Eszter és Tinn József mérték fel a barlangot, majd a felmérés alapján Eszterhás István megszerkesztette a Kő-hegyi-átjáró alaprajz térképét, amelyen 1:50 méretarányban van ábrázolva a barlang. A felmérés szerint a barlang 3,7 m hosszú. Az MKBT Vulkánszpeleológiai Kollektívájának 1996. évi évkönyvében az van írva, hogy a Visegrádi-hegységben, Pomázon elhelyezkedő Kő-hegyi-átjáróbarlang 3,7 m hosszú és 2 m magas. A Kő-hegyi-barlangtól K-re kb. 30–35 m-re van a Kő-hegyi-átjáró, amelynek hasonló a kialakulása a Kő-hegyi-barlangéhoz. A Kő-hegyi-átjáróbarlang 4,31 m hosszú. A főág egy tág átjárófolyosó, amelynek falán főleg felharapódzási nyomok vannak, de oldásnyomok is láthatók rajta. A főágból kiágazik egy 1,31 m hosszan bejárt, 0,5 m átmérőjű oldott cső. Földdel fedett aljzata nagyon lejt. Nem nagyon érdekes a nagyon pusztuló barlang. Az évkönyvbe bekerült a Kő-hegyi-átjáró 1996-ban készült térképe.
Az MKBT Vulkánszpeleológiai Kollektívájának 1997. évi évkönyvében meg van említve, hogy a Kő-hegyi-átjáróbarlang (Visegrádi-hegység, Pomáz, Kő-hegy) 3,7 m hosszú és 2 m magas. A 2001. november 12-én készült Magyarország nemkarsztos barlangjainak irodalomjegyzéke című kézirat barlangnévmutatójában szerepel a Kő-hegyi-átjáróbarlang (Visegrádi-hegység, Pomáz). A barlangnévmutatóban meg van említve 2 irodalmi mű, amelyek foglalkoznak a barlanggal. A 364. tételben nincs említve a barlang, helyette a 365. tételben van említve.
A barlang 2006-ban írt nyilvántartólapja szerint a Kő-hegyi-átjárónak (Pest megye, Pomáz, Duna–Ipoly Nemzeti Park Igazgatóság, Közép-Duna-völgyi KTVF) 4900-30 a barlangkataszteri száma. A 339 m tszf. magasságban található barlangbejárat koordinátái: 258821 (x), 647783 (y). A barlang 3,7 m hosszú, 0 m mély, 2 m magas, 2 m függőleges kiterjedésű és 3,7 m vízszintes kiterjedésű. A barlang kifagyásos aprózódás és mállás miatt alakult ki. A barlang nincs veszélyeztetve. A 2014. évi Karsztfejlődésben megjelent tanulmányban az olvasható, hogy a Pomázon található Kő-hegyi-átjáróbarlang 3,7 m hosszú és 2 m magas barlang. A Visegrádi-hegység 101 barlangjának egyike a Kő-hegyi-átjáró.